# 히트 로드
히트 로드(영어: heat rod, 일본어: ヒートロッド)는 애니메이션 《기동전사 건담》 등 《건담 시리즈》에 등장하는 채찍 모양의 가공의 무기이다.

## 우주세기의 히트 로드
TV 애니메이션 《기동전사 건담》 제12화에서 구프의 장비로 처음으로 등장했다. 적인 건담에게 전격 공격을 가해 휴대 무장인 하이퍼 바주카를 얽어매어 폭발시켰다. 또한 제16화에서는 건담의 발 끝부분이 절단되었다.
"히트 로드"라는 호칭은 애니메이션 첫 등장때무터 람바 랄이 구두로 언급했다. 설정에서 고열과 고압 전류를 지니고 있다고 하는 자료, 미세한 압전 액추에이터를 내포하는 덴드리머와 그것을 덮는 전도율이 높은 중합체라고 하는 자료, 위상을 바꿈으로써 분자량을 변화시키는 고분자 중합물을 충전함으로써 신축을 가능하게 한다라고 하는 자료를 볼 수 있다.
구프 외에 히트 로드를 장비한 기체로 앗가이가 있다. 또한 게임 《기동전사 건담 F91 포뮬러 전기 0122》에 등장하는 RF 구프에는 히트 로드의 끝에 빔 발생 기능을 부착한 빔 로드가 장착되어 있다.

## 우주세기 이외에서의 히트 로드
TV 애니메이션 《신기동전기 건담 W》에서 건담 에피온 및 톨기스 III가 히트 로드를 사용한다.
여기서는 고열에 의해 적의 장갑을 뚫는 장비로 취급된다.

## 같이 보기
- 히트 호크
- 샷 랜서
- 스턴 건 – 현실에 존재하는 유사한 무기